# Robert Wielander
Robert Louis Ernst Ultimus Wielander, född 6 januari 1895 i Stenbrohults församling, Kronobergs län, död 25 augusti 1968 i Sävsjö församling, Jönköpings län, var en svensk polis och friidrottare (viktkastning). Han tävlade bland annat för Örgryte IS, Elmhuls IF och IFK Sävsjö.
Som polis var Wielander verksam i Sävsjö där han 1924 var med och grundade det nämnda IFK Sävsjö.
Wielander växte upp i Älmhult och var gift från 1924 med Iris Wielander (1903–1990).